# Enrico Toti

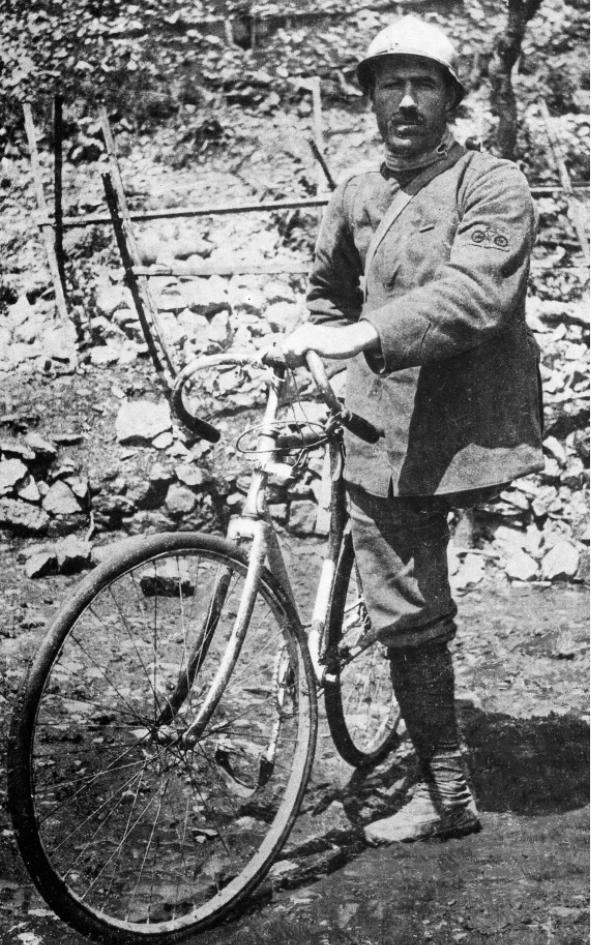
Enrico Toti

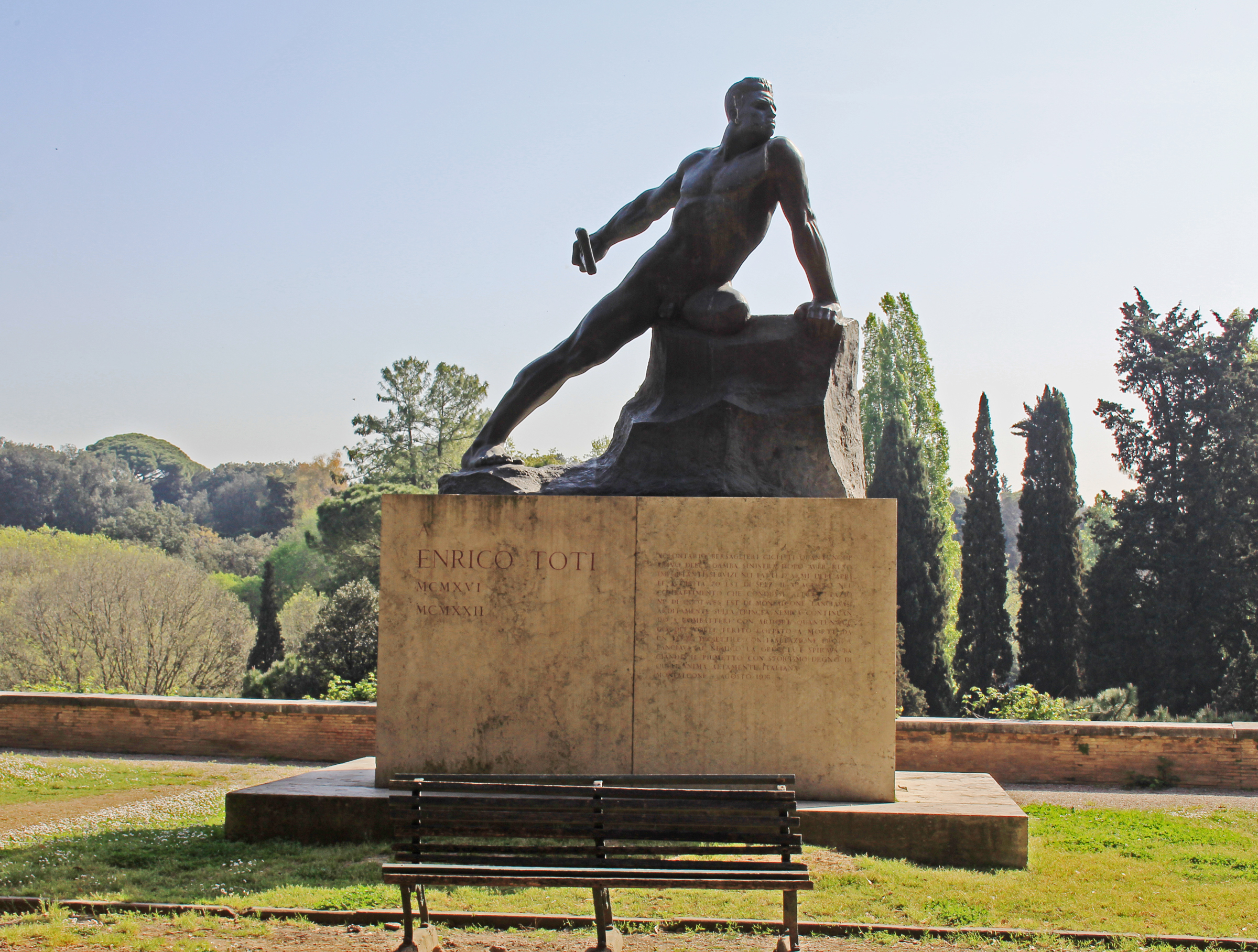
Denkmal im Garten der Villa Borghese, Rom

Enrico Toti (* 20. August 1882 in Rom; † 6. August 1916 bei  Monfalcone) war ein italienischer Soldat und Irredentist.

## Leben
Nach Abschluss der Schule ging Toti mit 14 Jahren zur Regia Marina und diente auf verschiedenen Kriegsschiffen. Nachdem 1904 sein Bruder Ernesto gestorben war, verließ Toti die Marine, um seine Eltern zu unterstützen. Als Heizer bei der Eisenbahn verlor er nach einem schweren Unfall am 2. März 1908 sein linkes Bein.
1911 begann er mit einer Prothese eine Radtour durch Europa, die ihn nach Frankreich, Belgien, in die Niederlande, nach Deutschland, Schweden, Norwegen, Finnland, Russland, Polen und Österreich führte. Eine weitere Radtour führte ihn bis in den Sudan.
1915 meldete er sich freiwillig zum Kriegsdienst. Nachdem sein Antrag mehrmals abgelehnt worden war, ließ er sich auf eigene Kosten eine Uniform anfertigen und fuhr zur Front, wo er von Carabinieri aufgegriffen wurde. Erstaunte Offiziere tolerierten seine Hilfstätigkeiten in rückwärtigen Gebieten. Auf sein Drängen hin wurde er am 16. April 1916 Soldat beim 3. Bersaglieri-Radfahrer-Bataillon des 3. Bersaglieri-Regiments. In den Monaten danach kämpfte er mit Krücke und Gewehr immer in den vordersten Linien.
Am 6. August 1916 wurde er im Zuge der Sechsten Isonzoschlacht bei Monfalcone bei einem Angriff tödlich getroffen. Bevor er starb, schleuderte er noch seine Krücke gegen die feindlichen Stellungen. Er wurde posthum mit der Tapferkeitsmedaille in Gold ausgezeichnet.
An der Front wurde Enrico Toti zu einer Legende, besonders unter den Bersaglieri. Nach dem Krieg wurden Straßen und Plätze nach ihm benannt, in Rom und in Gorizia (Görz) setzte man ihm ein Denkmal. Die italienische Marine benannte ein U-Boot und in den 1960er Jahren eine U-Boot-Klasse nach ihm.